# Oscar Mina
Oscar Mina (Serravalle, 4 de setembro de 1958) é um político samarinês. Anteriormente, atuou como Capitão-Regente de 1 de abril de 2009 a 1 de outubro de 2009, ao lado de Massimo Cenci, e de 1 de abril a 1 de outubro de 2022, juntamente com Paolo Rondelli.

## Biografia
Em 1979, Oscar Mina formou-se em engenharia elétrica e posteriormente estudou ciências políticas na Universidade de Urbino. Desde 1979, é funcionário público do abastecimento de água e gás de San Marino. Mina é solteiro e mora em Serravalle.

## Política
Mina ingressou no PDCS em 1998. Mina foi eleito para o Conselho Grande e Geral, o parlamento de San Marino, como membro do Partido Democrata Cristão Samarinês (PDCS) pela primeira vez em 2006. De 2006 a 2007, foi membro da Comissão de Finanças e da Comissão Interparlamentar. Desde 2007, é membro do Comitê Judiciário. É membro da Assembleia Parlamentar da Organização para a Segurança e Cooperação na Europa (OSCE) desde 2008 e chefia a Delegação de San Marino desde 2009. Mina é vice-presidente do PDCS desde 2008. Para o período de 1 de abril de 2009 a 1 de outubro de 2009, Oscar Mina foi eleito um dos Capitães Regentes, chefe de Estado de San Marino, junto com Massimo Cenci.